# Nowiny Wielkie
Nowiny Wielkie [nɔˈvinɨ ˈvjɛlkʲɛ] (deutsch Döllensradung) ist ein Dorf in der Gmina Witnica, in der polnischen Woiwodschaft Lebus. Es liegt 8 km östlich von Witnica (Vietz) und 18 km südwestlich von Gorzów Wielkopolski. Im Jahr 2010 hatte das Dorf 1250 Einwohner.
Das Dorf gehörte von 1950 bis 1975 zur Woiwodschaft Zielona Góra und von 1975 bis 1998 zur Woiwodschaft Gorzów Wielkopolski.